# ミツネフェット

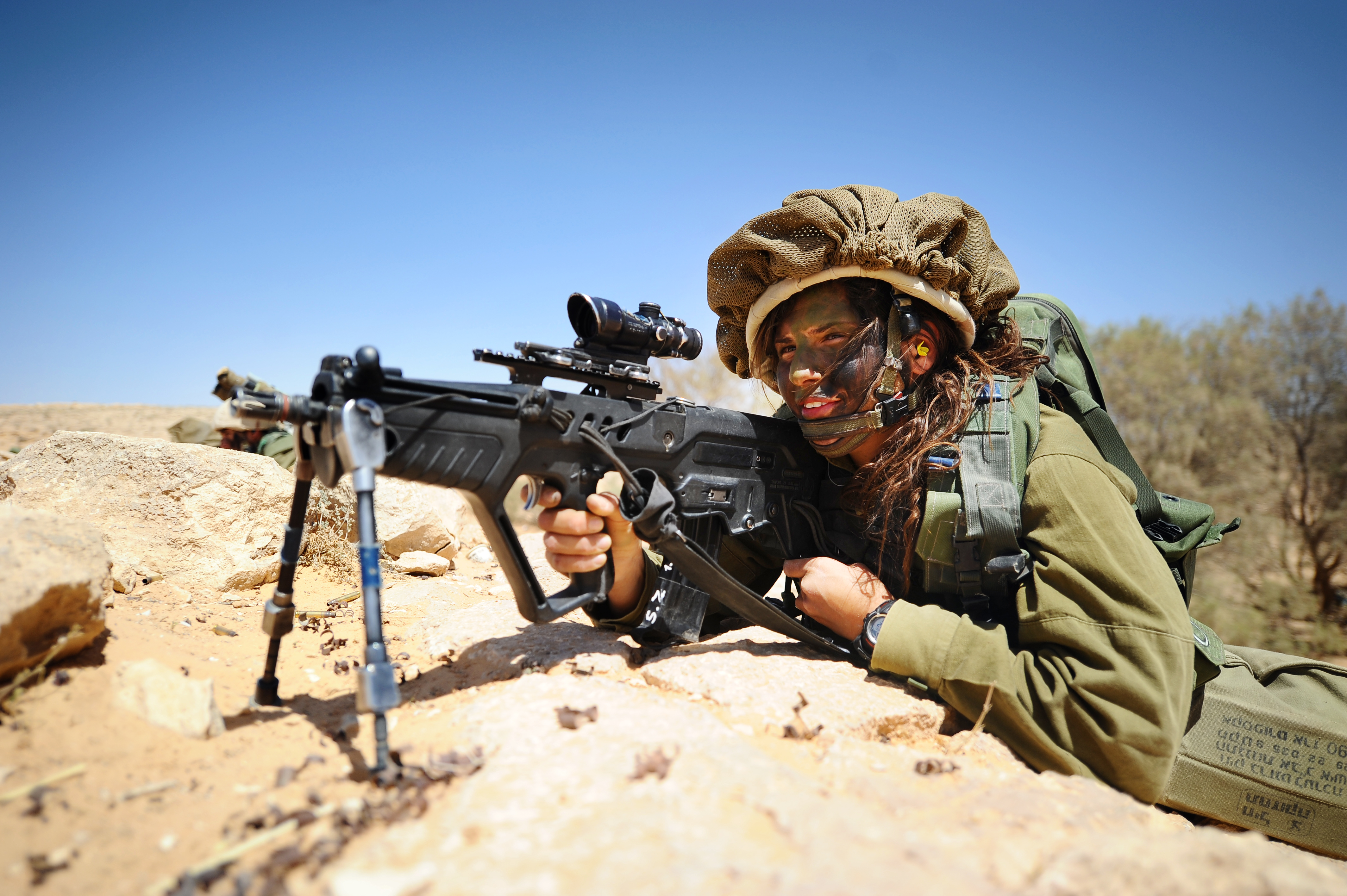
ミツネフェットを装着したカラカル大隊の女性兵士。

ミツネフェット（ヘブライ語：מִצְנֶפֶת / Mitznefet）は、イスラエル国防軍で1994年頃から運用されているヘルメットカバーの名称である。

## 概要
ミツネフェットはヘルメット本体に対してかなり大きいサイズとなっており、装着すると頭の周囲に垂れ下がった状態になる。この目的は、ヘルメットの外形を判りにくくすることによる狙撃等の危険性の低減、および周囲の環境に対する迷彩効果である。また形を整えることで、頭部や頸部を直射日光から守る日除けとしても応用できる。
ミツネフェットは1990年代のレバノン南部の森林や茂みの中での戦訓により開発された。現在はメッシュ素材の両面に異なるカモフラージュパターンが配されており、裏返すことで森林用と砂漠用の2種類を使い分けることができる。
ミツネフェットの名称は、かつてエルサレム神殿に居たユダヤ教の祭司の被るターバンのような帽子を表す言葉を由来とする。

## 画像

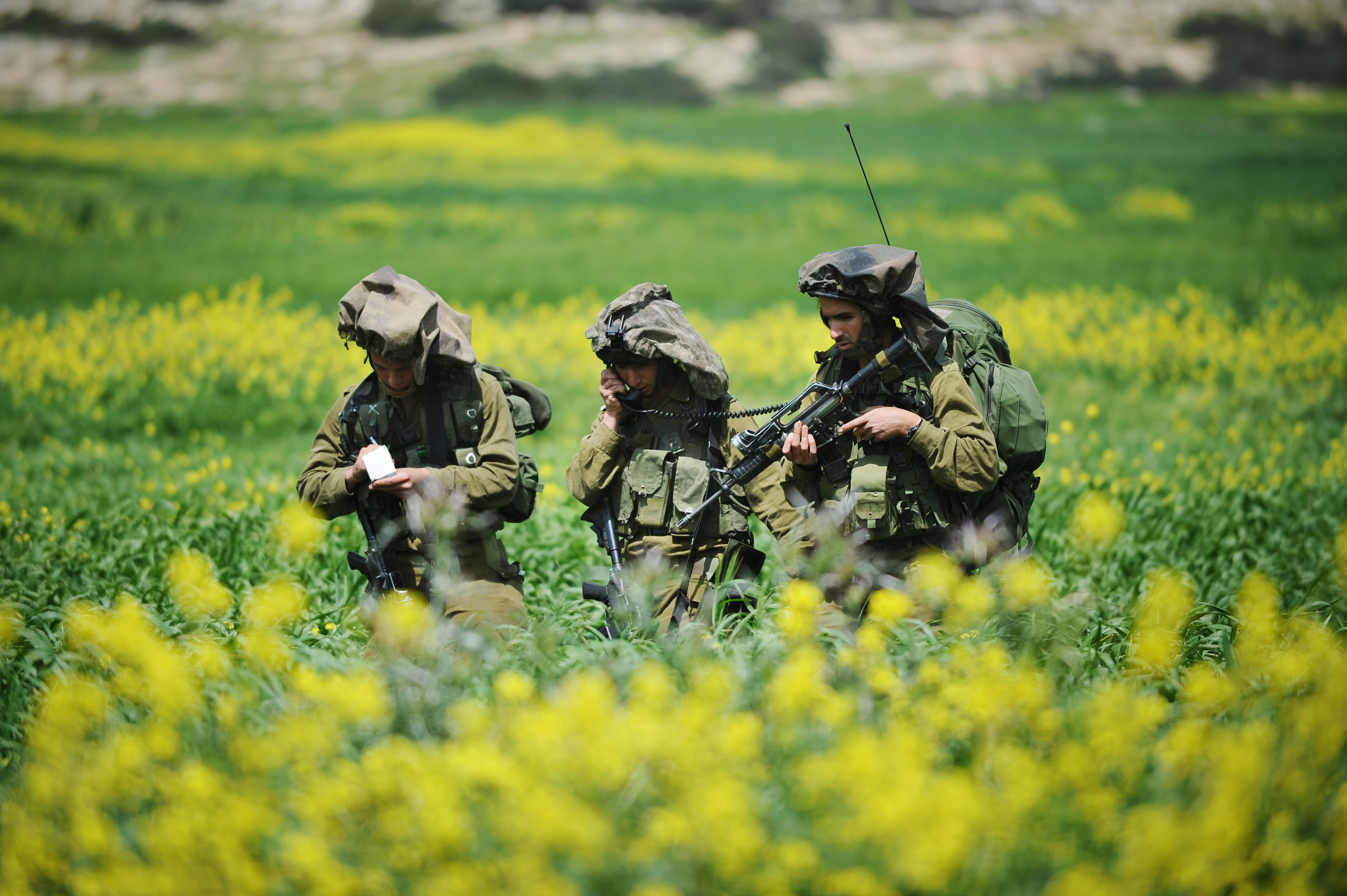
ミツネフェットを装着したクフィル歩兵旅団の兵士。2012年、ヨルダン渓谷。
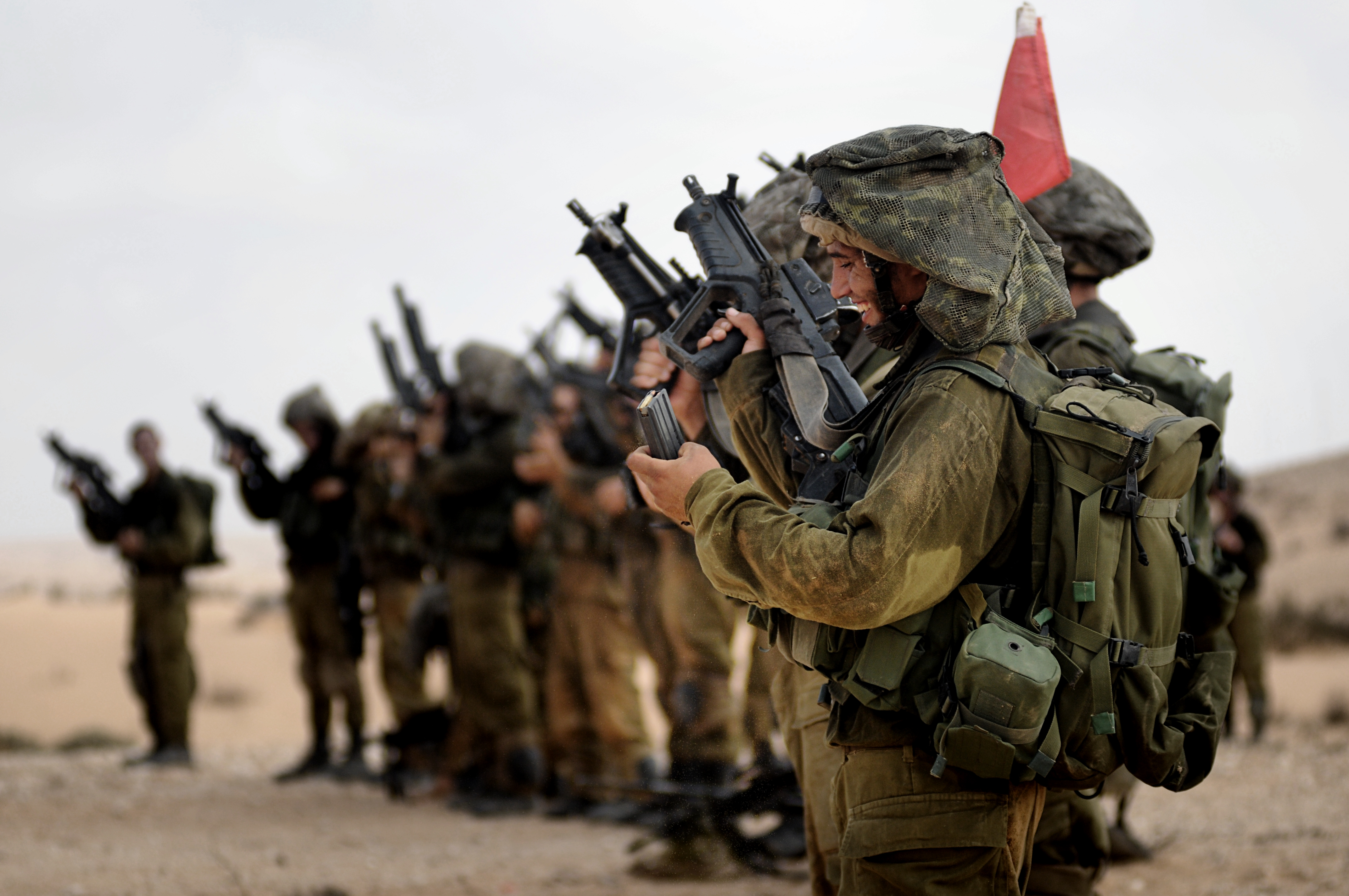
ミツネフェットを装着したギヴァティ旅団偵察中隊の兵士。
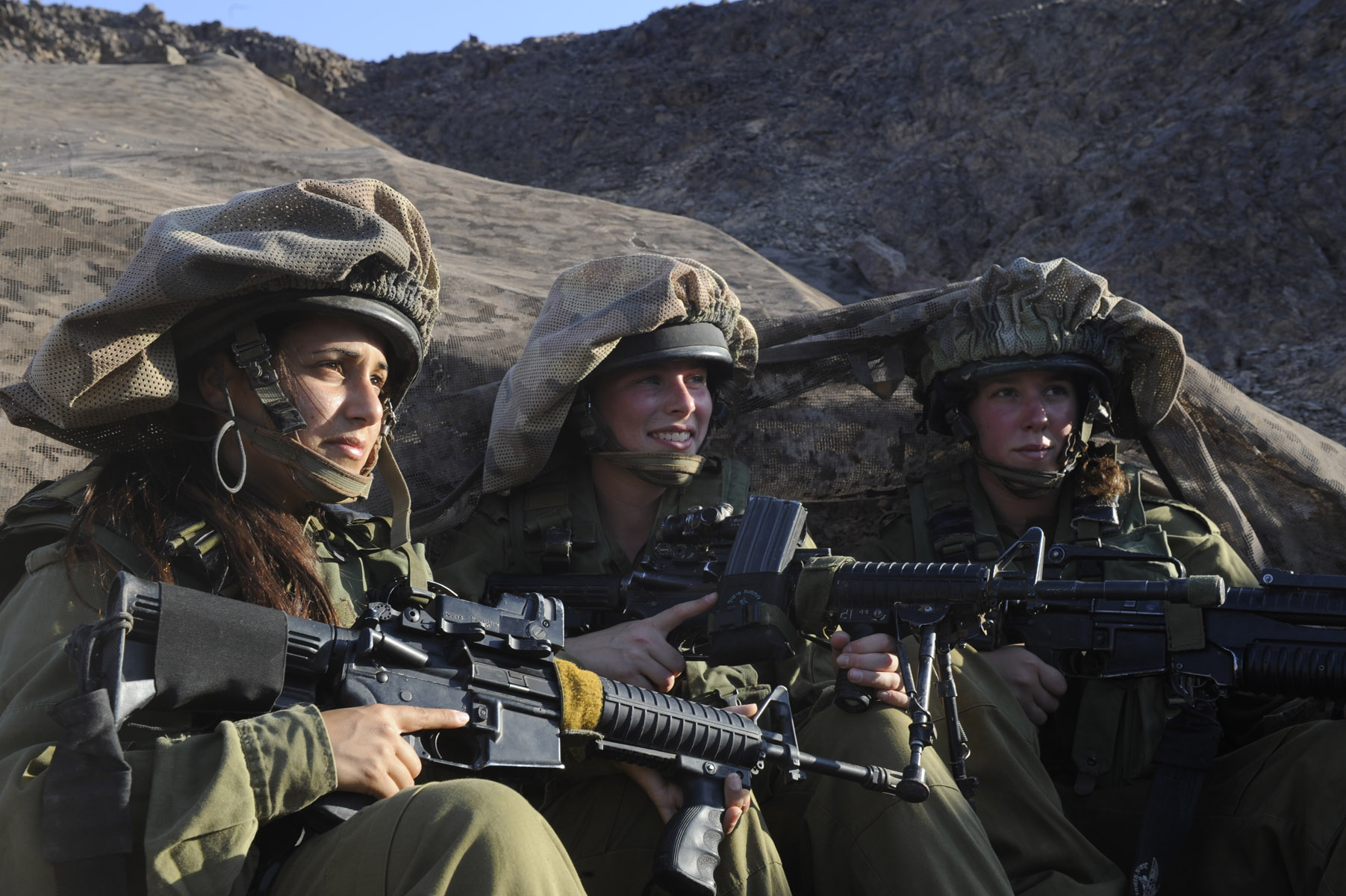
ミツネフェットを装着した戦闘情報収集科の女性兵士。2011年。
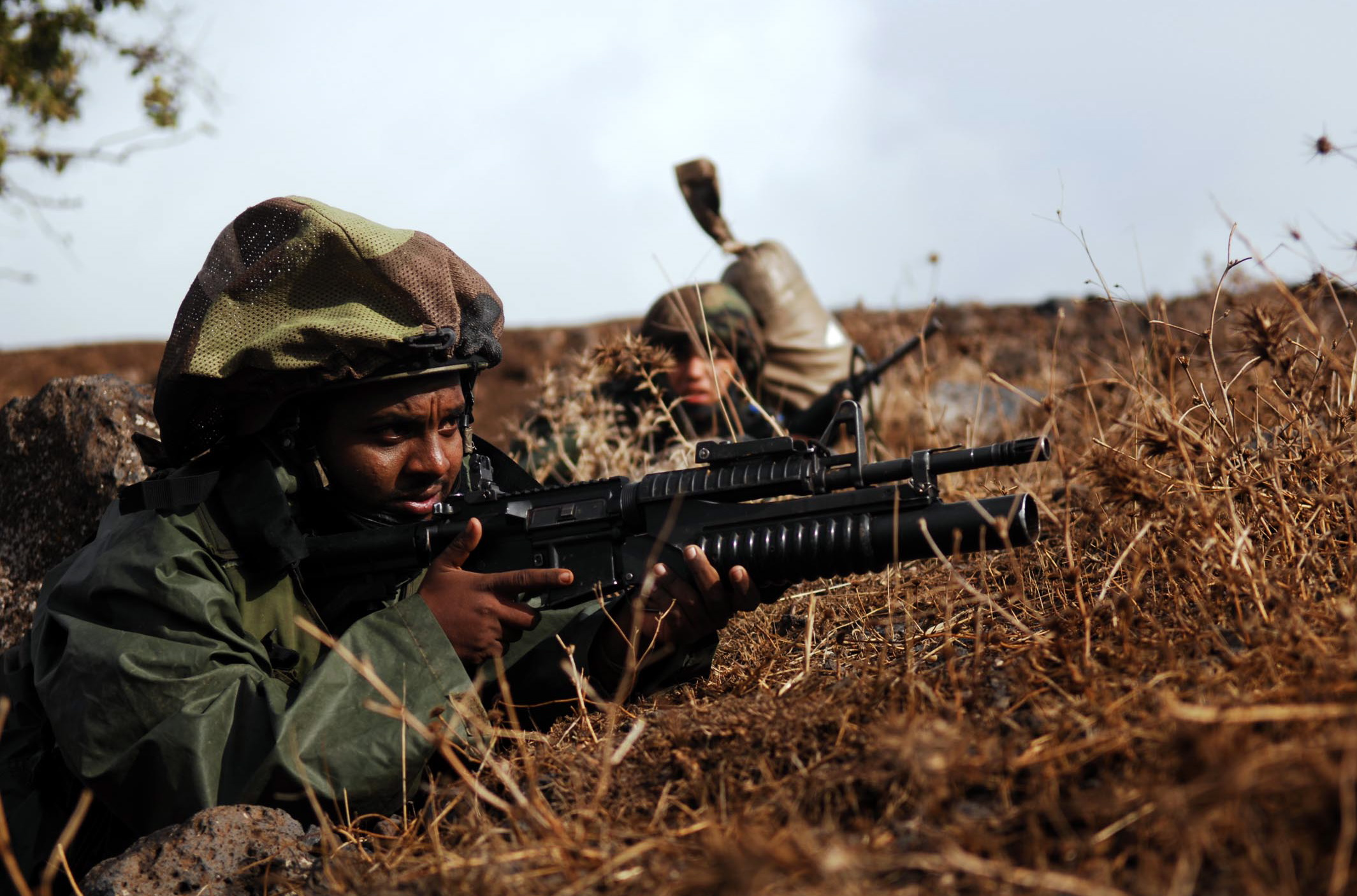
ミツネフェットを装着した第35空挺旅団の兵士。2007年。
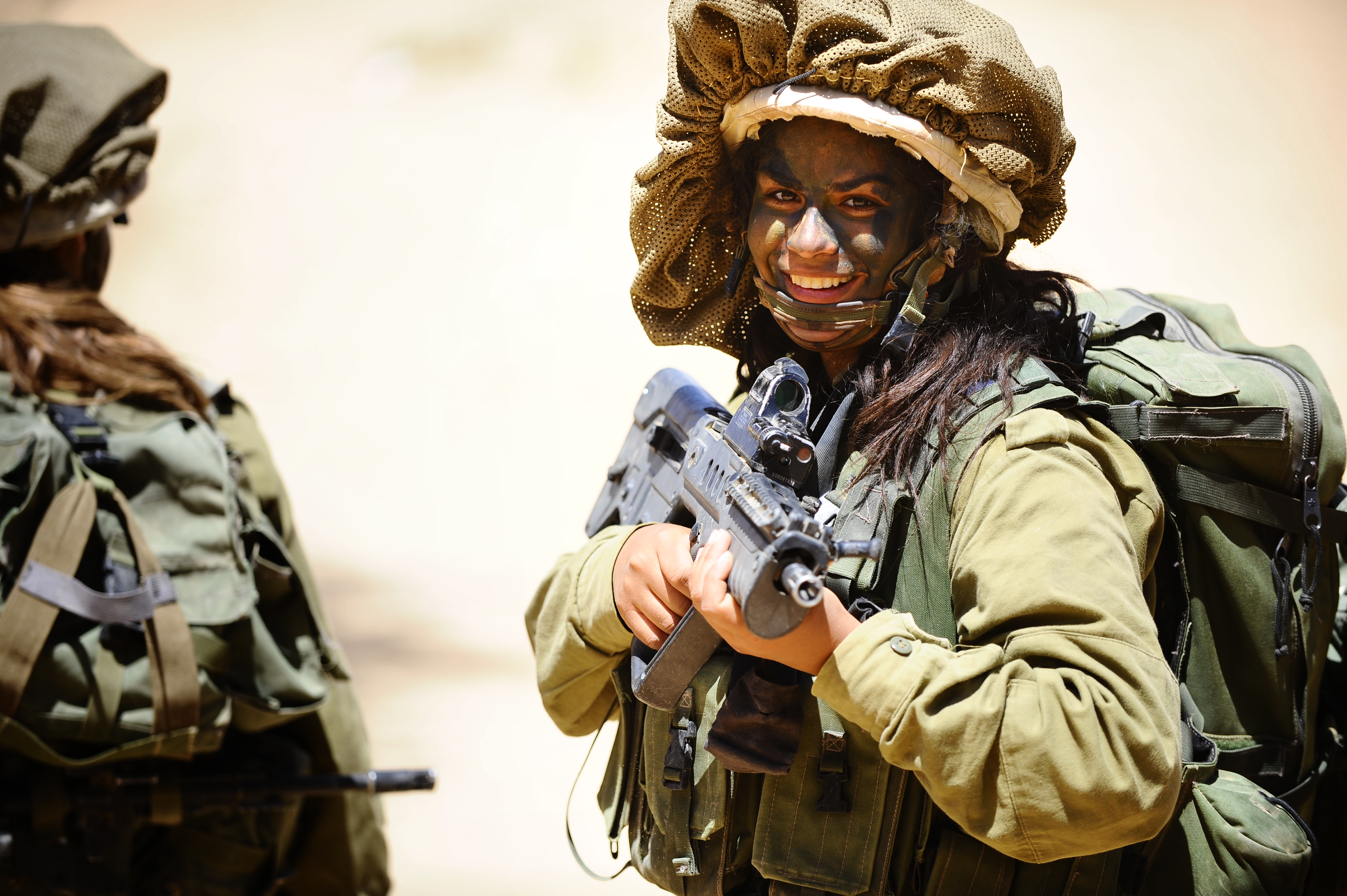
ミツネフェットを装着したカラカル大隊の女性兵士。2012年。
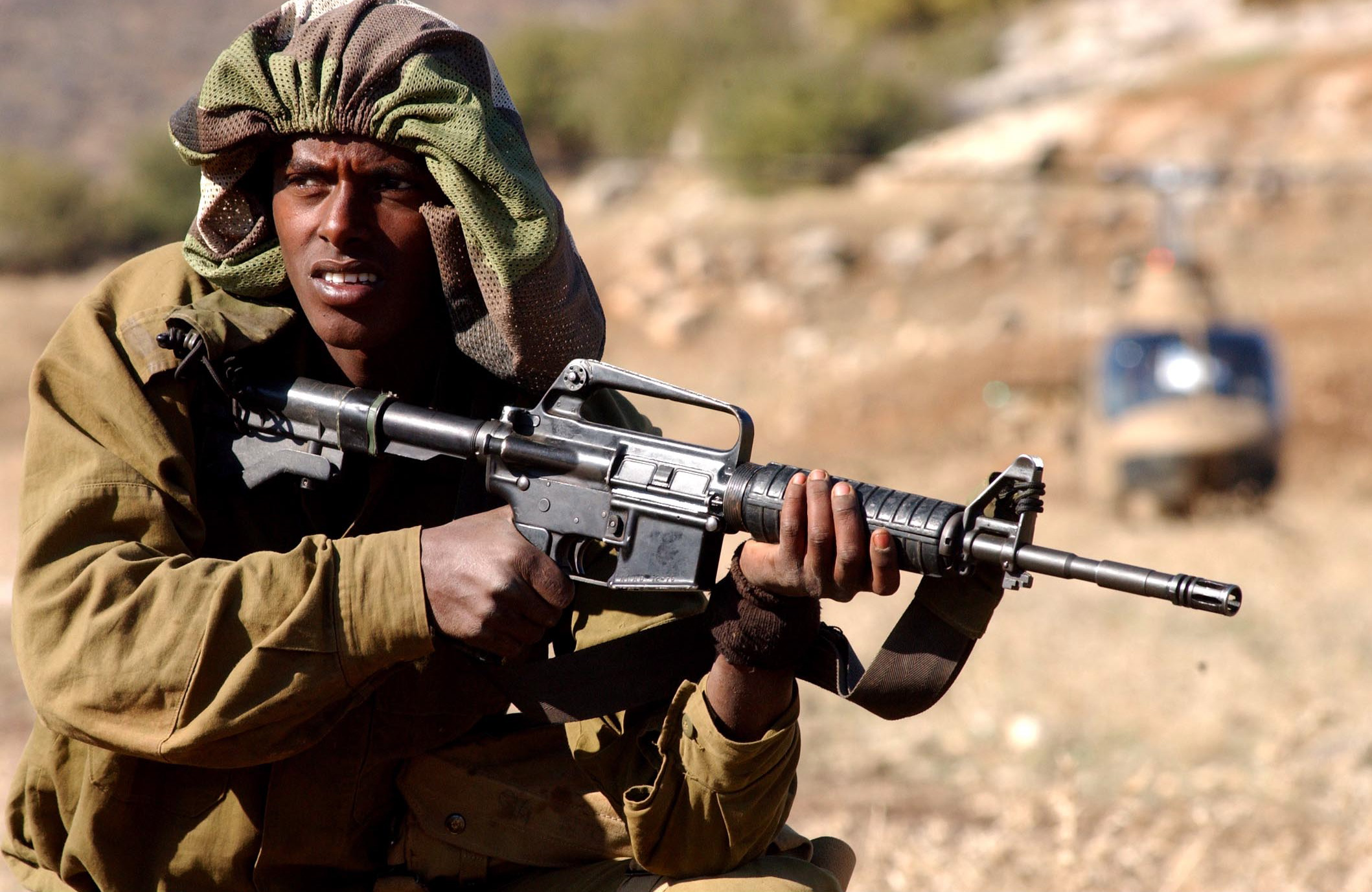
ミツネフェットを装着したゴラニ歩兵旅団の兵士。2005年。
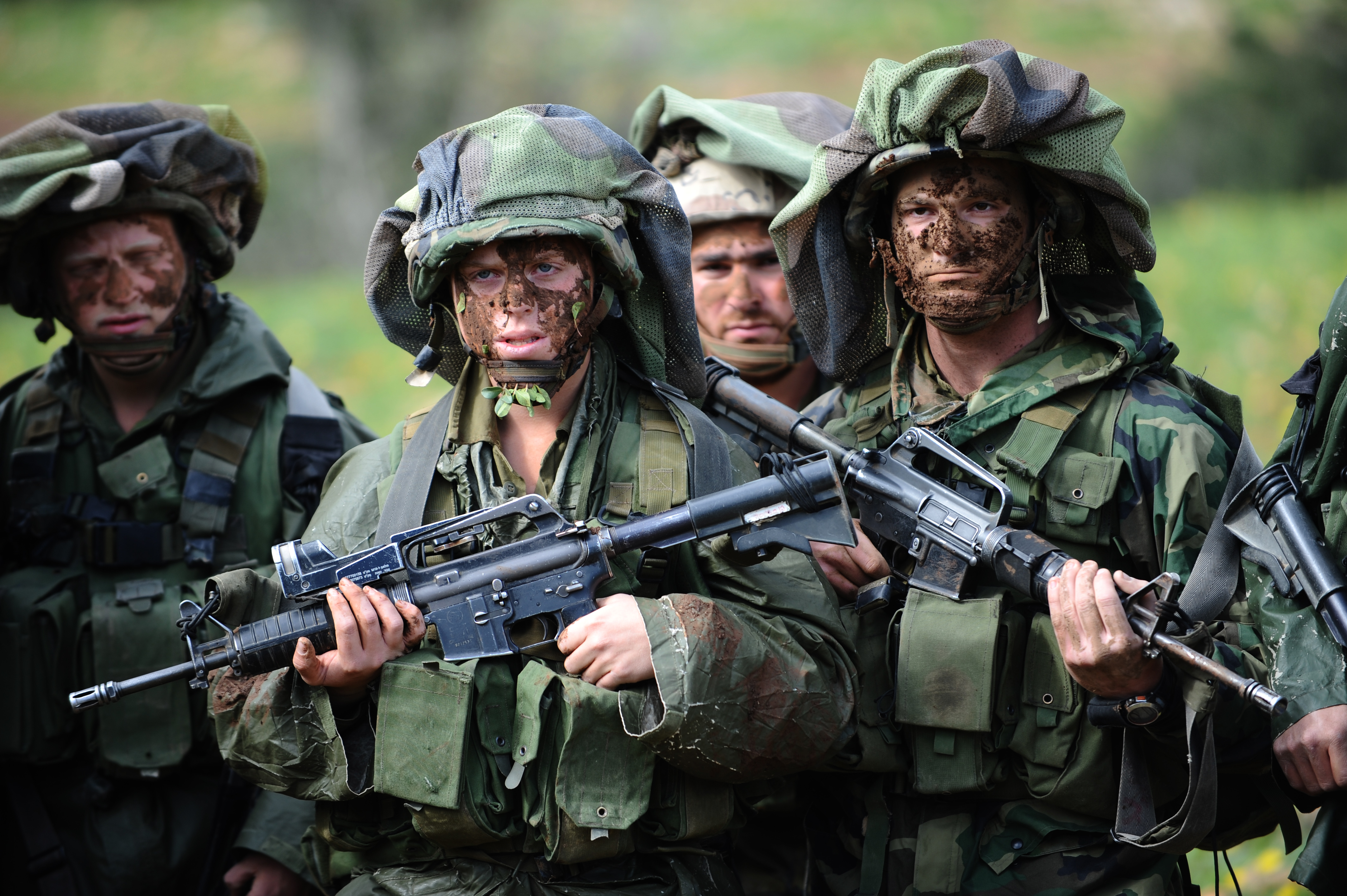
ミツネフェットを装着したナハル歩兵旅団の兵士。2008年。
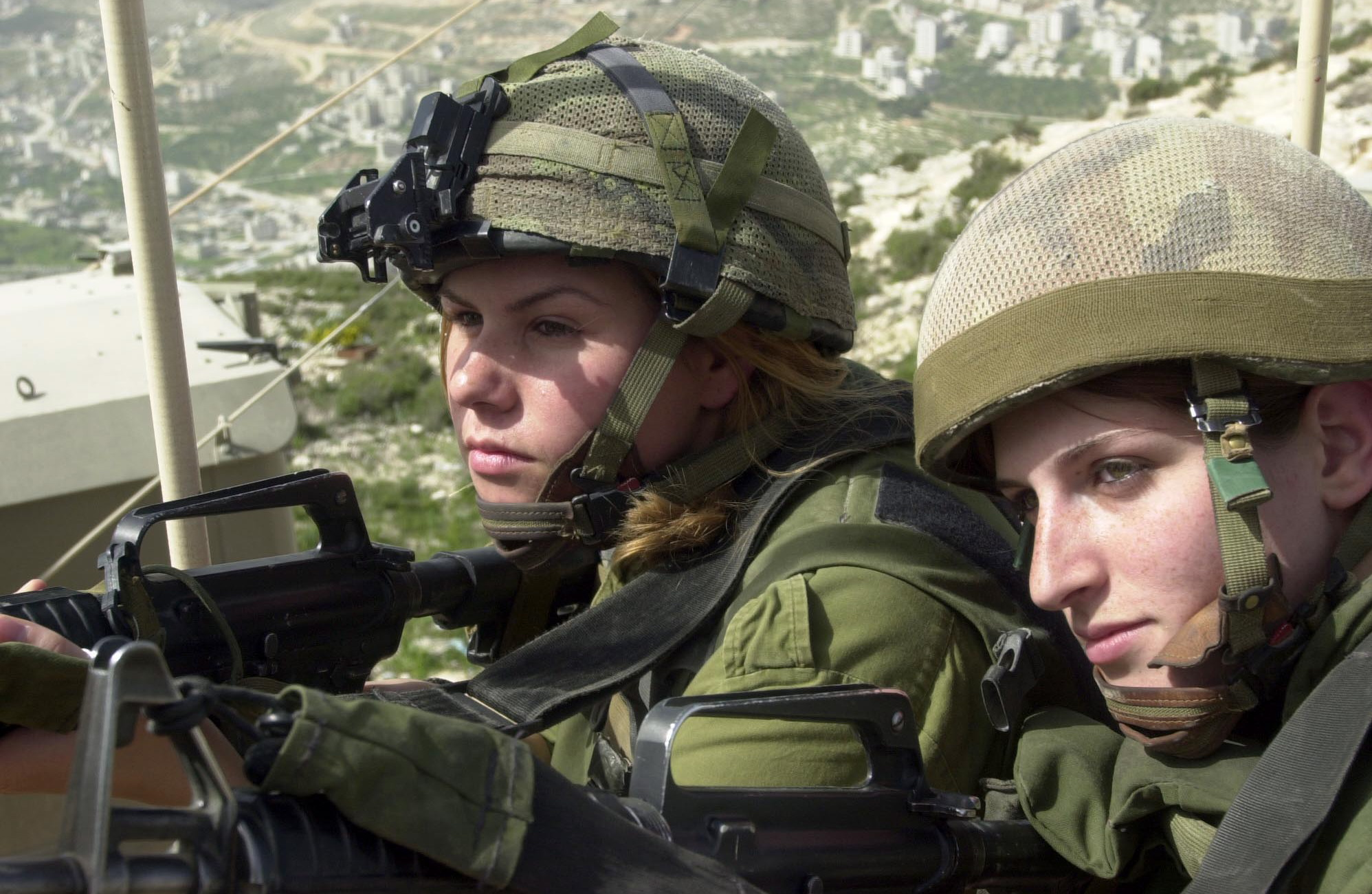
ミツネフェットではなく、在来型の迷彩カバーを付けた状態のイスラエル軍のヘルメット。